# Zvezde Granda
Zvezde Granda (srp. Звезде Гранда; mak. Ѕвездите на Гранд) glazbeno je natjecanje koje od 2004. godine neprekidno organizira Grand Produkcija.

## O natjecanju
Organizator je više puta mijenjao koncept natjecanja. Ipak, zajednička je ideja potrage glazbenog talenta koji ima sve predispozicije za novu „glazbenu zvijezdu” produkcijske kuće Grand iz Srbije. U naćelu, riječ je o srbijanskoj inačici reality showa po uzoru na slične svjetske licencirane uspješnice poput Idola, Operacije trijumf, The Voicea, i sl. 
U prvim godinama natjecanja naglasak je bio isključivo na turbofolk i narodnoj glazbi, dok se to nije promijenilo i uključilo pop glazbu i rock.
Pobjednici ili finalisti natjecanja dobivaju pravo potpisivanja ugovora s Grand Produkcijom koji podrazumijeva album, singl ili glazbeni video uradak. Ponekad pobjednici dobivaju automobil sponzora natjecanja ili stan u Beogradu. 

## Žiri
Žiri ima ulogu ocjenjivanja prijavljenih kandidata i kandidatkinja. Način na koji to oni čine te komentare koje upućuje pojedinim natjecateljima, ali i međusobno čini okosnicu natjecanja. Zvezde Granda  smatraju se jednim od najgledanijih natjecanja na području Jugoistočne Europe.
Primjerice, prvu epizodu sezone 2016./17. 24. rujna 2016. u Bosni i Hercegovini gledalo je 35,37% bosanskohercegovačkih gledatelja.
Neki od poznatijih bivših članova žirija bili su Zorica Brunclik, Jelena Karleuša, Šaban Šaulić, Aca Lukas, Marija Šerifović, Viki Miljković i Dragan Stojković Bosanac.

## Prikazivanje u Hrvatskoj
Grand Produkcija i njezin direktor Saša Popović pokušali su plasirati projekt Zvezde Granda i na hrvatsko tržište u nekoliko navrata. Posljednji put pregovori su vođeni s RTL-om 2012. godine, no to su čelni ljudi ove televizijske kuće odbili priznati. Spekulirao se i o mogućim voditeljima iz Hrvatske pa su se tako spominjala imena Severine Vučković, Tarika Filipovića ili Nine Badrić.

## Pregled sezona
Do danas, ukupno je 19 sezona.
| sezona | godina    | pobjednik                                                                          | država                     | stručni žiri | produkcijski žiri                                                      |
| ------ | --------- | ---------------------------------------------------------------------------------- | -------------------------- | --- | ---------------------------------------------------------------------- |
| 1.     | 2004.     | Branislav Mojićević                                                                | Srbija i Crna Gora         | / | Saša Popović, ekipa iz Grand Produkcije, poznati glazbenici i novinari |
| 2.     | 2005.     | Milica Todorović                                                                   | Srbija i Crna Gora         | / | Saša Popović, ekipa iz Grand Produkcije, poznati glazbenici i novinari |
| 3.     | 2007.     | Dušan Svilar                                                                       | Srbija                     | / | Saša Popović, ekipa iz Grand Produkcije, poznati glazbenici i novinari |
| 4.     | 2008./09. | Darko Lazić                                                                        | Srbija                     | / | Saša Popović, ekipa iz Grand Produkcije, poznati glazbenici i novinari |
| 5.     | 2010./11. | Stefan Petrušić                                                                    | Srbija                     | / | Saša Popović, ekipa iz Grand Produkcije, poznati glazbenici i novinari |
| 6.     | 2011./12. | Darko Martinović                                                                   | Crna Gora                  | / | Saša Popović, ekipa iz Grand Produkcije, poznati glazbenici i novinari |
| 7.     | 2012./13. | Amar 'Gile' Jašarspahić                                                            | Bosna i Hercegovina        | / | Saša Popović, ekipa iz Grand Produkcije, poznati glazbenici i novinari |
| 8.     | 2013./14. | Mirza Selimović                                                                    | Bosna i Hercegovina        | Šaban Šaulić, Zorica Brunclik, Snežana Đurišić, Aca Lukas i Dragan Stojković Bosanac                                                                | Saša Popović, Lepa Brena i Saša 'Žika' Jakšić                          |
| 9.     | 2014./15. | Haris Berković                                                                     | Bosna i Hercegovina        | Šaban Šaulić, Zorica Brunclik, Snežana Đurišić, Aca Lukas, Dragan Stojković 'Bosanac' i Ana Bekuta                                                  | Saša Popović, Lepa Brena i Saša 'Žika' Jakšić                          |
| 10.    | 2015./16. | Ibro Bublin                                                                        | Bosna i Hercegovina        | Šaban Šaulić, Aca Lukas, Dragan Stojković 'Bosanac', Ana Bekuta, Jelena Karleuša, Marija Šerifović i gostujući član žirija (kasnije Viki Miljković) | Saša Popović i Snežana Đurišić                                         |
| 11.    | 2016./17. | Aleksa Perović (prema glasovima žirija) i Riste Risteski (prema glasovima publike) | Srbija Sjeverna Makedonija | Aca Lukas, Dragan Stojković 'Bosanac', Ana Bekuta, Jelena Karleuša, Marija Šerifović, Viki Miljković i tajni član žirija                            | Saša Popović i Snežana Đurišić                                         |
| 12.    | 2017./18. | Teodora Toković (prema glasovima žirija) i Anid Ćušić (prema glasovima publike)    | Bosna i Hercegovina        | Aca Lukas, Dragan Stojković 'Bosanac', Ana Bekuta, Jelena Karleuša, Marija Šerifović, Viki Miljković i tajni član žirija                            | Saša Popović i Snežana Đurišić                                         |
| 13.    | 2018./19. | Džejla Ramović                                                                     | Bosna i Hercegovina        | Ana Bekuta, Jelena Karleuša, Marija Šerifović, Viki Miljković, Dragan Stojković Bosanac i Đorđe David                                               | Saša Popović i Snežana Đurišić                                         |
| 14.    | 2019./21. | Mahir Mulalić                                                                      | Bosna i Hercegovina        | Ana Bekuta, Jelena Karleuša, Marija Šerifović, Viki Miljković, Dragan Stojković Bosanac i Đorđe David                                               | Saša Popović, Snežana Đurišić i Aleksandar Milić Mili                  |
| 15.    | 2021./22. | Nermin Handžić                                                                     | Bosna i Hercegovina        | Ana Bekuta, Ceca, Marija Šerifović, Viki Miljković, Snežana Đurišić, Dragan Stojković Bosanac i Đorđe David                                         | Saša Popović, Snežana Đurišić i Aleksandar Milić Mili                  |
| 16.    | 2022./23. | Slavica Angelova                                                                   | Sjeverna Makedonija        | Ana Bekuta, Ceca, Marija Šerifović, Viki Miljković, Snežana Đurišić, Dragan Stojković Bosanac i Đorđe David                                         | Saša Popović, Snežana Đurišić i Aleksandar Milić Mili                  |
| 17.    | 2023./24. | Šejla Zonić                                                                        | Bosna i Hercegovina        | Ana Bekuta, Ceca, Marija Šerifović, Viki Miljković, Snežana Đurišić, Dragan Stojković Bosanac i Đorđe David                                         | Saša Popović, Snežana Đurišić i Aleksandar Milić Mili                  |
| 18.    | 2024./25. | Nikola Stanišić                                                                    | Sjeverna Makedonija        | Ana Bekuta, Snežana Đurišić, Ceca, Marija Šerifović, Viki Miljković, Dragan Stojković Bosanac, Đorđe David i Aleksandar Milić Mili                  | Voja Nedeljković                                                       |
| 19.    | 2025./26. | /                                                                                  | /                          | Ana Bekuta, Snežana Đurišić, Ceca, Dara Bubamara, Đorđe David Aleksandar Milić Mili i Dragan Kojić Keba                                             | /                                                                      |

## Vanjske poveznice
- Grand Produkcija – Zvezde Granda (službene stranice)
- Službeni YouTube kanal
- Web TV Prve Srpske Televizije – Zvezde Granda  Arhivirana inačica izvorne stranice od 28. studenoga 2018. (Wayback Machine)